# 마르셀리누 주니오르 로페스 아후다
마르셀리노 주니오르 로페스 아후다(포르투갈어: Marcelino Júnior Lopes Arruda, 1989년 5월 8일 ~ )는 마졸라로 알려진 브라질 출신의 축구 선수다. 현재 상벤투에서 활약하고 있다.